# Evelyn E. Smith
Pour les articles homonymes, voir Smith.
Evelyn E. Smith, née le 25 juillet 1922 à New York et morte le 4 juillet 2000 à New York, est une femme de lettres américaine, qui a écrit dans les registres de la science-fiction et des romans policiers.
Elle a notamment utilisé le pseudonyme de Delphine C. Lyons.

## Œuvre

### Romans
Romans (de 1962 à 1985)
- The Perfect Planet (1962)
- Flowers of Evil (1965) sous le pseudonyme de Delphine C. Lyons
- House of Four Windows (1965) sous le pseudonyme de Delphine C. Lyons
- The Depths of Yesterday (1966) sous le pseudonyme de Delphine C. Lyons
- Valley of Shadows (1968) sous le pseudonyme de Delphine C. Lyons
- Phantom at Lost Lake (1970) sous le pseudonyme de Delphine C. Lyons
- Unpopular Planet (1975)
- The Copy Shop (1985)

Série Miss Melville (1986-1991)
- Miss Melville Regrets (1986)
- Miss Melville Returns (1988)
- Miss Melville's Revenge (1990)
- Miss Melville Rides a Tiger (1991)

### Nouvelles
- Tea Tray in the Sky (1952)
- The Martian and the Magician (1952)
- Not Fit for Children (1953)
- The Last of the Spode (1953)
- Nightmare on the Nose (1953)
- BAXBR/DAXBR (1954)
- Call Me Wizard (1954)
- Gerda (1954)
- The Agony of the Leaves (1954)
- At Last I've Found You (1954)
- Collector's Item (1954)
- The Laminated Woman (1954)
- The Vilbar Party (1955)
- Dragon Lady (1955)
- Helpfully Yours (1955)
- The Big Jump (1955)
- Man's Best Friend (1955)
- The Princess and the Physicist (1955)
- The Faithful Friend (1955)
- Teragram (1955)
- The Good Husband (1955)
- The Doorway (1955)
- Jack of No Trades (1955)
- Weather Prediction (1955)
- Floyd and the Eumenides (1955)
- Bodyguard (1956)
- The Captain's Mate (1956)
- The Venus Trap (1956)
- Mr. Replogle's Dream (1956)
- Woman's Touch (1957)
- The Ignoble Savages (1957)
- The Lady from Aldebaran (1957)
- Once a Greech (1957)
- Outcast of Mars (1957)
- The 4D Bargain (1957)
- The Hardest Bargain (1957)
- The Man Outside (1957)
- The Most Sentimental Man (1957)
- The Weegil (1957)
- The Blue Tower (1958)
- My Fair Planet (1958)
- Never Come Midnight (1958)
- Two Suns of Morcali (1958)
- The People Upstairs (1959)
- The Alternate Host (1959)
- Someone To Watch Over Me (1959)
- Send Her Victorious (1960)
- A Day in the Suburbs (1960)
- Sentry of the Sky (1961)
- Softly While You're Sleeping (1961)
- Robert E. Lee at Moscow (1961)
- They Also Serve (1962 - traduction française : De tout pour faire un monde)
- Little Gregory (1964)
- Calliope and Gherkin and the Yankee Doodle Thing (1969)

### Anthologies
- Evelyn E. Smith Resurrected : Selected Stories of Evelyn E. Smith (2010)
- The Two Suns of Morcali and Other Stories (2012)